# Denkmalgeschützte Objekte im Trenčiansky kraj
Im Trenčiansky kraj bestehen 941 denkmalgeschützte Objekte. Die unten angeführte Liste führt zu den Listen der Bezirke und gibt die Anzahl der Objekte an.

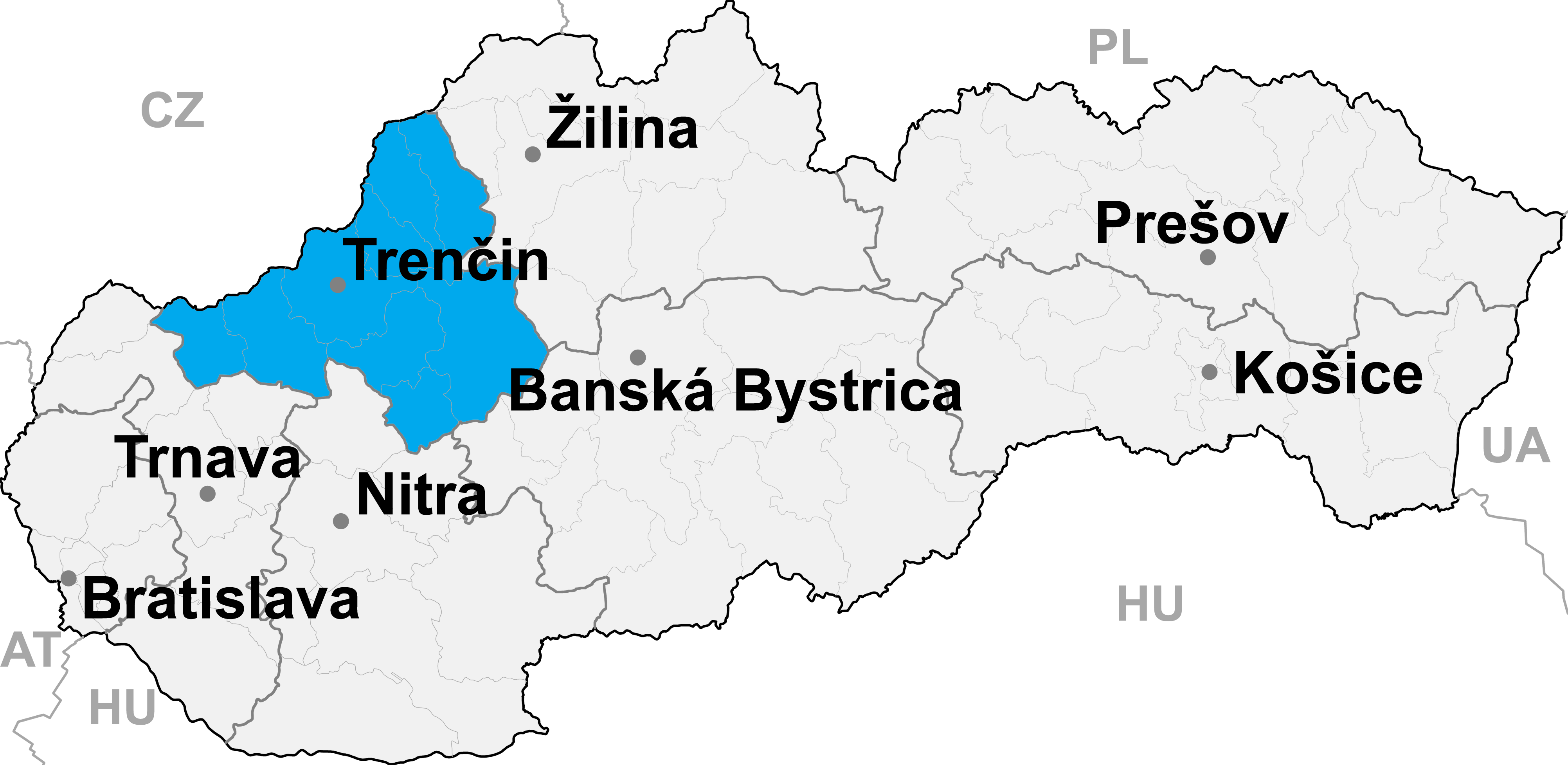

| Liste der Okresy     | Objektanzahl |
| -------------------- | ------------ |
| Bánovce nad Bebravou | 53           |
| Ilava                | 83           |
| Myjava               | 40           |
| Nové Mesto nad Váhom | 167          |
| Partizánske          | 65           |
| Považská Bystrica    | 74           |
| Prievidza            | 190          |
| Púchov               | 58           |
| Trenčín              | 211          |